# مرچیمدن
مرچیمدن (روسی: Мерчимден) یک رودخانه در استان یاقوتستان کشور روسیه است.